# (200010) 2007 LO7
(200010) 2007 LO7  es un asteroide perteneciente al cinturón de asteroides, descubierto el 8 de junio de 2007 por el equipo del Catalina Sky Survey desde el Catalina Sky Survey, Arizona, Estados Unidos.

## Designación y nombre
Designado provisionalmente como 2007 LO7.

## Características orbitales
2007 LO7  está situado a una distancia media del Sol de 2,793 ua, pudiendo alejarse hasta 3,202 ua y acercarse hasta 2,384 ua. Su excentricidad es 0,146 y la inclinación orbital 7,298 grados. Emplea 1705,10 días en completar una órbita alrededor del Sol.

## Características físicas
La magnitud absoluta de 2007 LO7 es 16,2.